# Juno Awards 2011
Die Juno Awards 2011 wurden am 26. und 27. März 2011 in Toronto, Ontario vergeben. Die traditionelle Veranstaltunsgwoche begann am 21. März. Es war das vierzigjährige Jubiläum des renommierten kanadischen Musikpreises, der erstmals 1971 vergeben wurde.
Die Hauptveranstaltung am 27. März fand im Air Canada Center statt und wurde von CTV ausgestrahlt. Deane Cameron, Präsident von EMI Music Canada seit 1988, erhielt den Walt Grealis Special Achievement Award. Shania Twain wurde in die Canadian Music Hall of Fame aufgenommen. Neil Young erhielt den Allan Waters Humanitarian Award für seine Beteiligung an Aktionen wie Farm Aid.
Drake, Moderator der Veranstaltung, erhielt sechs Nominierungen, gefolgt Arcade Fire mit fünf. Broken Social Scene, Justin Bieber und Hedley erhielten je vier.

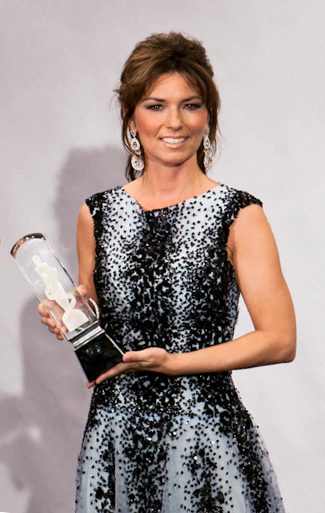
Shania Twain mit einem Juno

## Veranstaltungen
Die meisten Preise wurden bei einem Galadinner am 26. März 2011 im Exhibition Place's Allstream Centre vergeben. Rapmusiker Drake war Moderator der Hauptveranstaltung am folgenden Tag, bei der die Hauptpreise vergeben wurden.
2011 wurde ein neues Design eingeführt. Die neue Trophäe zeigt Shirley Elfords Juno-Figur als Laserbeschriftung eingraviert in einen transparenten Block. Elford selbst hatte von 2000 an jedes Jahr die Awards designt, konnte ihre Arbeit jedoch wegen einer Krebserkrankung nicht fortsetzen.
Neben den beiden Verleihungen wurden folgende Veranstaltungen durchgeführt:
- 20.–25. März: Aufführungen und Workshops im Ontario Science Centre
- 20.–26. März: Filmvorführungen über Filme mit kanadischen Musikern im TIFF Bell Lightbox
- 21. März: Juno Hoops, ein Basketballspiel in der Kerr Hall der Ryerson University, bei denen Musiker, Sportler und bekannte Persönlichkeiten als Spieler antraten
- 22. März: Klassisches Konzert in der Roy Thomson Hall
- 23. März: Songwriters Circle in der Massey Hall, moderiert von Johnny Reid, mit Luke Doucet, Lynn Miles, Sylvia Tyson und Royal Wood;
- 24. März: Juno Block Party am Pecaut Square, Konzert mit nominierten Künstlern
- 25. März: Juno Cup im CNE Coliseum
- 25.–26. März: JunoFest, verschiedene Konzerte
- 26. März: Juno Fan Fare bei MuchMusic

### Hauptveranstaltung
Folgende Künstler traten bei der Hauptveranstaltung auf:
- Arcade Fire
- Broken Social Scene
- Chilly Gonzales
- Chromeo
- City and Colour
- Jim Cuddy
- Down with Webster
- Feist
- Sarah Harmer
- Kevin Hearn
- Hedley
- Greg Keelor
- Derek Miller
- Johnny Reid
- Sarah McLachlan
- Tokyo Police Club
- Justin Rutledge
- Serena Ryder
- The Sadies
- Sarah Slean

## Gewinner und Nominierungen
Die Nominierungen wurden am 1. Februar 2011 bekannt gegeben.

### Personen
| Artist of the Year | Group of the Year |
| --- | --- |
| Neil Young - Justin Bieber - Drake - Sarah McLachlan - Johnny Reid | Arcade Fire - Broken Social Scene - Down with Webster - Great Big Sea - Three Days Grace |
| New Artist of the Year | New Group of the Year |
| Meaghan Smith - Bobby Bazini - Basia Bulat - Caribou - Hannah Georgas | Said the Whale - Die Mannequin - Hollerado - Misteur Valaire - My Darkest Days |
| Fan Choice Award | Songwriter of the Year |
| Justin Bieber - Michael Bublé - Drake - Hedley - Johnny Reid | Dallas Green, Fragile Bird, We Found Each Other und Weightless (City and Colour) - Jim Cuddy, Everyone Watched the Wedding, Skyscraper Soul"und Watch Yourself Go Down - Feist, How Come You Never Go There, Graveyard und The Circle Married the Line - Dan Mangan, About as Helpful As You Can Be Without Being Any Help at All, Post-War Blues und Oh Fortune - Ron Sexsmith, Get in Line, Believe it When I See It und Middle of Love |
| Jack Richardson Producer of the Year | Recording Engineer of the Year |
| Daniel Lanois, Hitchhiker (Neil Young, Le Noise); I Believe in You (Black Dub, Black Dub) - Arcade Fire (mit Markus Dravs), Ready to Start, We Used to Wait (Arcade Fire, The Suburbs) - Gavin Brown and Sarah Harmer, Captive, New Loneliness (Sarah Harmer, Oh Little Fire) - David Foster, Bring Me to Life (Katherine Jenkins, Believe); Secret (Seal, Commitment) - Brian Howes, Cha-Ching, Perfect (Hedley, The Show Must Go) | Kevin Churko, Let It Die, Life Won’t Wait (Ozzy Osbourne, Scream) - Lenny De Rose, Captive, Late Bloomer (Sarah Harmer, Oh Little Fire) - Mike Plotnikoff, What Do You Got? (Bon Jovi, Greatest Hits: The Ultimate Collection); Break (Three Days Grace, Life Starts Now) - David Travers-Smith, Cold Outside (Ruth Moody, The Garden); Vinicius (Jayme Stone, Room of Wonders) - Jeff Wolpert, On A Bright May Morning (Loreena McKennitt, The Wind That Shakes the Barley); Midnight Train to Georgia (David Clayton-Thomas, Soul Ballads) |

### Alben
| Album of the Year | Aboriginal Album of the Year |
| --- | --- |
| The Suburbs, Arcade Fire - My World 2.0, Justin Bieber - A Place Called Love, Johnny Reid - The Show Must Go, Hedley - Thank Me Later, Drake | CerAmony, CerAmony - The Black Star, Joey Stylez - Derek Miller with Double Trouble, Derek Miller - The Great Unknown, Eagle & Hawk - Vigilance, Little Hawk |
| Adult Alternative Album of the Year | Alternative Album of the Year |
| Le Noise, Neil Young - Black Dub, Black Dub - Oh Little Fire, Sarah Harmer - Steel City Trawler. Luke Doucet and the White Falcon - You I Wind Land and Sea, Justin Nozuka                                                                                 | The Suburbs, Arcade Fire - Champ, Tokyo Police Club - Les Chemins de verre, Karkwa - Forgiveness Rock Record, Broken Social Scene - Heartland, Owen Pallett |
| Blues Album of the Year | Children’s Album of the Year |
| Everywhere West, Jim Byrnes - Bread and Buddha, Harry Manx - It's a Long Road, The Johnny Max Band - The Sojourners, The Sojourners - Where's the Blues Taking Me, Fathead                                                                                 | Proud Like a Mountain, Peter Lenton - Encore, Gregg LeRock - The Little Blue Doggy, Michelle Campagne - Number 3, The Kerplunks - Power to the Little People, The Monkey Bunch |
| Classical Album of the Year (solo or chamber ensemble) | Classical Album of the Year (large ensemble) |
| Beethoven: Piano Trios Op. 70 No. 1, Ghost & No. 2: Op 11, Gryphon Trio - Anton Kuerti Schumann, Anton Kuerti - Armenian Chamber Music, Amici Ensemble - Bach: Six Suites for Solo Cello, Winona Zelenka - Marc-André Hamelin – Études, Marc-André Hamelin | Mozart: Scott and Lara St. John/The Knights, Scott and Lara St. John - Arvo Pärt: Portrait, Angèle Dubeau and La Pietà - Bonbons, Les Violons du Roy under Bernard Labadie - Chopin Piano Concertos, Janina Fialkowska and Vancouver Symphony Orchestra under Bramwell Tovey - James Ehnes Plays Mendelssohn, James Ehnes |
| Classical Album of the Year (vocal or choral performance) | Contemporary Christian/Gospel Album of the Year |
| Great Operatic Arias, Gerald Finley - Britten – Les Illuminations, Karina Gauvin - Into Light, Musica intima - Night and Dreams, Measha Brueggergosman - Salsa baroque, Ensemble Caprice                                                                   | Love & the Lack Thereof, Greg Sczebel - Clarity, Article One - The Chase, Manafest - Newworldson, Newworldson - The Saving One, Starfield |
| Country Album of the Year | Electronic Album of the Year |
| A Place Called Love, Johnny Reid - Day Job, Gord Bamford - Love Rules, Carolyn Dawn Johnson - Sunshine, Deric Ruttan - Trail in Life, Dean Brody | Swim, Caribou - Crystal Castles II, Crystal Castles - Ivory Tower, Chilly Gonzales - Latin, Holy Fuck - Running High, Poirier |
| Francophone Album of the Year | Instrumental Album of the Year |
| Les Chemins de verre, Karkwa - Belmundo Regal, Radio Radio - Brun, Bernard Adamus - Nous, Daniel Bélanger - Silence, Fred Pellerin | Continent & Western, Fond of Tigers - Rising Sun, The Souljazz Orchestra - Room of Wonders, Jayme Stone - Spirit Dance, David Braid and Canadian Brass - Sundogs, Creaking Tree String Quartet |
| International Album of the Year | Contemporary Jazz Album of the Year |
| Teenage Dream, Katy Perry - Animal, Ke$ha - Need You Now, Lady Antebellum - Recovery, Eminem - Speak Now, Taylor Swift | Treelines, Christine Jensen Jazz Orchestra - Big Sky, Chet Doxas - Jerusalem Trilogy, Matt Herskowitz - Next Exit, Kelly Jefferson Quartet - Ricochet, Adrean Farrugia |
| Traditional Jazz Album of the Year | Vocal Jazz Album of the Year |
| Our First Set, John MacLeod's Rex Hotel Orchestra - Drum Lore, Owen Howard - Hieronymus, Félix Stüssi 5 and Ray Anderson - Re: Visions, Works for Jazz Orchestra, Earl MacDonald - Songbook Vol. 2, Kirk MacDonald Quartet                                 | Nina, Kellylee Evans - The Beat Goes On, Emilie-Claire Barlow - Last Call, Jeff Healey - Nikki, Nikki Yanofsky - Tracing Light, Laila Biali |
| Pop Album of the Year | Rap Recording of the Year |
| My World 2.0, Justin Bieber - Better in Time, Bobby Bazini - Can't Keep a Secret, Faber Drive - Laws of Illusion, Sarah McLachlan - Time to Win, Vol. 1, Down with Webster                                                                                 | TSOL, Shad - At Last, Eternia and MoSS - Thank Me Later, Drake - Treat of the Day, Ghettosocks - Vaudeville, D-Sisive |
| Rock Album of the Year | Roots & Traditional Album of the Year – Solo |
| Vancouver, Matthew Good - Bears, Mayors, Scraps & Bones, Cancer Bats - Fino + Bleed, Die Mannequin - Life Turns Electric, Finger Eleven - Population: Declining, Hail the Villain                                                                          | My Hands Are on Fire and Other Love Songs, Old Man Luedecke - The Early Widows, Justin Rutledge - Fall For Beauty, Lynn Miles - The Garden, Ruth Moody - Love Songs for the Last Twenty, Del Barber |
| Roots & Traditional Album of the Year – Group | World Music Album of the Year |
| La part du feu, Le Vent du Nord - City City, Chic Gamine - Girls from the North Country – Dala Live in Concert, Dala - Sundogs, Creaking Tree String Quartet - That's the State I'm In, The Marigolds                                                      | Aksil, Élage Diouf - Gakondo, Mighty Popo - The Rumba Foundation, Jesse Cook - Soy Panamericano, Roberto López Project - Supermagique, Pacifika |

### Lieder und Aufnahmen
| Single of the Year | Classical Composition of the Year |
| --- | --- |
| Wavin' Flag, Young Artists for Haiti - Find Your Love, Drake - Hallelujah (Vancouver Winter 2010), k.d. lang - Oh…Canada, Classified - Perfect, Hedley               | Duo For Violin And Piano, R. Murray Schafer (Album: Wild Bird) - Exaudi, Jocelyn Morlock (Album: Into Light) - Lamentatio Jeremiae Prophetae, Peter-Anthony Togni (Album: Lamentatio Jeremiae Prophetae) - Last Dance, Clark Ross (Album: Piano Atlantica) - Piano Concerto, 3, Larysa Kuzmenko (Album: Concerti) |
| Dance Recording of the Year | R&B/Soul Recording of the Year |
| Sofi Needs a Ladder, Deadmau5 - Business Casual, Chromeo - Fixin to Thrill, Dragonette - Stereo Love, Mia Martina and Edward Maya - Table Dancer, Keshia Chanté      | Stars, Quanteisha - Come True, Solitair feat. Kardinal Offishall - Nightlife, Karl Wolf - So Much, Raghav with Kardinal Offishall - "Test Drive", Keshia Chanté |
| Reggae Recording of the Year | |
| Likkle But Mi Tallawah, Elaine Lil'Bit Sheppard - Brighter Days, Lyndon John X - Don't Wanna Go, Tonya P - Million Chance, Tony Anthony - System Shakedown, Dubmatix | |

### Weitere
| Music DVD of the Year | Recording Package of the Year |
| --- | --- |
| Rush: Beyond the Lighted Stage (Rush), Scot McFadyen, Sam Dunn, Pegi Cecconi, Shelley Nott, Noah Segal, John Virant - The Lost Tapes (Buck 65), Nick Blasko, Geoff McLean, Christopher Mills - Tournée Mondiale Taking Chances Le Spectacle (Celine Dion), Jean Lamoureux, Julie Snyder - This Movie Is Broken (Broken Social Scene), Bruce McDonald, Niv Fichman, Dany M. Chiasson, Brandi-Ann Milbradt, Howard Ng, Amy Paquette, Noah Segal, Austin Wong - The Virtual Haydn, Tom Beghin, Martha De Francisco, Jeremy Tusz, Wieslaw Woszczyk | Elisabeth Chicoine, Jimmy Collins, Robyn Kotyk, Joe McKay, Justin Peroff, Charles Spearin: Forgiveness Rock Record (vinyl box set), Broken Social Scene - Gabriel Jones, Vincent Morisset, Caroline Robert: The Suburbs, Arcade Fire - James Mejia: Mutant Message, By Divine Right - Graeme Patterson: New Inheritors, Wintersleep - Corri-Lynn Tetz: Cloak and Cipher, Land of Talk |
| Video of the Year | |
| Kyle Davison, Perfect, Hedley - Chargez!, Ariel - Collect Call, Metric - Forced to Love, Broken Social Scene - Saint Veronika, Billy Talent | |